# Football Club Bari 1908 2016-2017
Questa voce raccoglie le informazioni riguardanti la Football Club Bari 1908 nelle competizioni ufficiali della stagione 2016-2017.

## Stagione
Al termine della scorsa stagione è stata attuata una profonda rifondazione: il presidente Gianluca Paparesta lascia la società al socio di minoranza Cosmo Antonio Giancaspro. Per la stagione 2016-2017 sono stati annunciati il nuovo allenatore Roberto Stellone e il nuovo direttore sportivo Sean Sogliano. Il Bari disputa il suo 45º campionato di Serie B e partecipa alla Coppa Italia Tim Cup. Il Bari inizia la stagione il 7 agosto 2016 nel secondo turno di Coppa Italia sconfiggendo (1-0) il Cosenza qualificandosi così per il terzo turno dove però viene eliminato dal Palermo (1-0) dopo i tempi supplementari.
Il 5 novembre 2016, dopo la sconfitta (2-1) contro il Latina, il tecnico Roberto Stellone viene esonerato con la squadra all'undicesimo posto in classifica. Al suo posto viene ingaggiato Stefano Colantuono il quale torna in Serie B dopo 5 anni. Nel mercato invernale abbandona la squadra alla terza stagione consecutiva l'attaccante Giuseppe De Luca, mentre torna nel capoluogo pugliese l'ex Cristian Galano. Arrivano tra le file dei biancorossi molti giocatori tra cui gli attaccanti Antonio Floro Flores e Filip Raičević, il centrocampista Leandro Greco ed il difensore Emanuele Suagher. Con la sconfitta contro la SPAL nell'ultima giornata il Bari chiude la stagione al dodicesimo posto con 53 punti, fallendo l'aggancio alla zona Play-off, distando 7 punti.

## Divise e sponsor
Per la stagione 2016-2017 lo sponsor tecnico è Umbro. A differenza degli anni passati nella prima divisa il colore predominante è il bianco. Nella seconda divisa il colore principale torna a essere il rosso. Nella terza divisa il colore della maglia è il blu. Il main sponsor è l'agenzia di scommesse Betaland. Il 24 marzo la società comunica che il rapporto contrattuale che lega il marchio Betaland alla maglia del FC Bari è cessato. Prende il suo posto un'altra società di scommesse, la Betpoint.
Per la prima volta nella storia del club, il presidente Cosmo Antonio Giancaspro ha deciso di ritirare la maglia numero 2 appartenuta all'ex capitano Giovanni Loseto.
| 1ª divisa | 2ª divisa | 3ª divisa |

## Organigramma societario
Di seguito sono riportati i membri dello staff del Bari.
Area direttiva
- Presidente: Cosmo Antonio Giancaspro

Area tecnica
- Direttore sportivo: Sean Sogliano
- Allenatore: Roberto Stellone (fino al 7 novembre 2016), poi Stefano Colantuono
- Allenatore in seconda: Giorgio Gorgone (fino al 7 novembre 2016), poi Roberto Beni
- Preparatori atletici: Salvo Acella, Paolo Artico (fino al 7 novembre 2016), Gianbattista Venturati (dal 7 novembre 2016)
- Preparatore portieri: Salvatore Rosato (fino al 7 novembre 2016), poi Mariano Coccia
- Collaboratori Tecnici: Andrea Gennari (fino al 7 novembre 2016), poi Giovanni Loseto e Michele Armenise
- Team manager: Giovanni Loseto (fino al 7 novembre 2016), poi Fabio Gatti
- Magazziniere: Pasquale Lorusso, Vito Severino

Area sanitaria
- Responsabile sanitario: Antonio Gaglione
- Medico sociale: Massimo De Prezzo
- Nutrizionista: Alessandro Netti
- Fisioterapista: Marco Vespasiani, Vitantonio Pascale

## Rosa
| N. |                           | Ruolo | Calciatore         |
| -- | ------------------------- | ----- | ------------------ |
| 1  | Italia (bandiera)         | P     | Stefano Gori       |
| 3  | Svizzera (bandiera)       | D     | Fabio Daprelà      |
| 4  | Italia (bandiera)         | C     | Marco Romizi       |
| 5  | Italia (bandiera)         | D     | Denis Tonucci      |
| 6  | Italia (bandiera)         | D     | Mattia Cassani     |
| 7  | Italia (bandiera)         | A     | Kingsley Boateng   |
| 7  | Rep. Ceca (bandiera)      | C     | Roman Macek        |
| 8  | Albania (bandiera)        | C     | Migjen Basha       |
| 9  | Italia (bandiera)         | A     | Gaetano Monachello |
| 9  | Montenegro (bandiera)     | A     | Filip Raičević     |
| 10 | Italia (bandiera)         | A     | Giuseppe De Luca   |
| 10 | Italia (bandiera)         | C     | Leandro Greco      |
| 11 | Italia (bandiera)         | A     | Francesco Fedato   |
| 11 | Italia (bandiera)         | A     | Cristian Galano    |
| 12 | Italia (bandiera)         | P     | Alessandro Micai   |
| 13 | Italia (bandiera)         | D     | Valerio Di Cesare  |
| 14 | Svizzera (bandiera)       | C     | Matteo Fedele      |
| 15 | Croazia (bandiera)        | C     | Tomislav Gomelt    |
| 15 | Costa d'Avorio (bandiera) | D     | Souleyman Doumbia  |
| 16 | Brasile (bandiera)        | C     | Raphael Martinho   |
| 17 | Italia (bandiera)         | C     | Federico Furlan    |

| N. |                       | Ruolo | Calciatore           |
| -- | --------------------- | ----- | -------------------- |
| 18 | Grecia (bandiera)     | D     | Vaggelīs Moras       |
| 19 | Italia (bandiera)     | A     | Riccardo Maniero     |
| 20 | Italia (bandiera)     | C     | Franco Brienza       |
| 21 | Italia (bandiera)     | C     | Gaetano Castrovilli  |
| 21 | Italia (bandiera)     | C     | Aniello Salzano      |
| 22 | Uruguay (bandiera)    | P     | Salvador Ichazo      |
| 22 | Italia (bandiera)     | P     | Daniel Offredi       |
| 23 | Italia (bandiera)     | D     | Stefano Sabelli      |
| 25 | Italia (bandiera)     | D     | Archimede Morleo     |
| 26 | Italia (bandiera)     | D     | Giuseppe Scalera     |
| 27 | Italia (bandiera)     | A     | Vittorio Parigini    |
| 28 | Slovacchia (bandiera) | C     | Dávid Ivan           |
| 29 | Italia (bandiera)     | C     | Francesco Valiani    |
| 29 | Italia (bandiera)     | D     | Emanuele Suagher     |
| 30 | Italia (bandiera)     | D     | Elio Capradossi      |
| 33 | Italia (bandiera)     | A     | Antonio Floro Flores |
| 35 | Francia (bandiera)    | C     | Curtis Yebli         |
| 38 | Italia (bandiera)     | A     | Michele Portoghese   |
| 39 | Italia (bandiera)     | A     | Ciro Coratella       |
| 40 | Italia (bandiera)     | A     | Alessio Romanazzo    |

## Calciomercato

### Sessione estiva(dal 01/07 al 31/08)
| Acquisti | Acquisti           | Acquisti            | Acquisti                         |
| R.       | Nome               | da                  | Modalità                         |
| -------- | ------------------ | ------------------- | -------------------------------- |
| P        | Salvador Ichazo    | Torino              | prestito con diritto di riscatto |
| D        | Stefano Sabelli    | Carpi               | fine prestito                    |
| D        | Fabio Daprelà      | Chievo              | prestito con diritto di riscatto |
| D        | Elio Capradossi    | Roma                | prestito con diritto di riscatto |
| D        | Souleyman Doumbia  | Paris Saint-Germain | definitivo                       |
| D        | Vaggelīs Moras     |                     | svincolato                       |
| D        | Mattia Cassani     |                     | svincolato                       |
| C        | Tomislav Gomelt    | CFR Cluj            | fine prestito                    |
| C        | Francesco Fedato   | Sampdoria           | prestito con diritto di riscatto |
| C        | Dávid Ivan         | Sampdoria           | prestito con diritto di riscatto |
| C        | Matteo Fedele      | Carpi               | prestito con diritto di riscatto |
| C        | Federico Furlan    | Ternana             | definitivo                       |
| C        | Franco Brienza     | Bologna             | definitivo                       |
| C        | Raphael Martinho   |                     | svincolato                       |
| C        | Migjen Basha       |                     | svincolato                       |
| A        | Giuseppe De Luca   | Atalanta            | prestito con diritto di riscatto |
| A        | Gaetano Monachello | Atalanta            | prestito                         |
| A        | Salvatore Caturano | Lecce               | fine prestito                    |

| Cessioni | Cessioni             | Cessioni       | Cessioni                                               |
| R.       | Nome                 | a              | Modalità                                               |
| -------- | -------------------- | -------------- | ------------------------------------------------------ |
| P        | Enrico Guarna        | Foggia         | prestito con obbligo di riscatto in caso di promozione |
| D        | Cristiano Del Grosso | Atalanta       | fine prestito                                          |
| D        | Matteo Contini       | Atalanta       | fine prestito                                          |
| D        | Isaac Donkor         | Inter          | fine prestito                                          |
| D        | Issa Cissokho        | Genoa          | fine prestito                                          |
| D        | Alessandro Ligi      | Cesena         | definitivo                                             |
| D        | Giuseppe Gemiti      | Cremonese      | definitivo                                             |
| D        | Ionuț Rada           | Fidelis Andria | definitivo                                             |
| C        | Alessandro Rosina    | Catania        | fine prestito                                          |
| C        | Joseph Minala        | Lazio          | fine prestito                                          |
| C        | Filippo Porcari      | Cremonese      | definitivo                                             |
| C        | Marino Defendi       | Ternana        | definitivo                                             |
| C        | Savvas Gkentsoglou   | Hajduk Spalato | prestito                                               |
| C        | Giovanni Di Noia     | Ternana        | prestito                                               |
| C        | Tomislav Gomelt      | CFR Cluj       | prestito                                               |
| C        | Massimo Donati       |                | svincolato                                             |
| C        | Andrea Lazzari       |                | svincolato                                             |
| C        | Nikola Jakimovski    |                | svincolato                                             |
| A        | George Pușcaș        | Inter          | fine prestito                                          |
| A        | Gianluca Sansone     | Sampdoria      | fine prestito                                          |
| A        | Gennaro Tutino       | Napoli         | fine prestito                                          |
| C        | Jacopo Dezi          | Napoli         | fine prestito                                          |
| A        | Francesco Caputo     | Virtus Entella | definitivo                                             |
| A        | Salvatore Caturano   | Lecce          | prestito                                               |
| A        | Manél Minicucci      | Fidelis Andria | definitivo                                             |

### Sessione invernale(dal 03/01 al 31/01)
| Acquisti | Acquisti             | Acquisti | Acquisti   |
| R.       | Nome                 | da       | Modalità   |
| -------- | -------------------- | -------- | ---------- |
| D        | Archimede Morleo     | Bologna  | definitivo |
| A        | Vittorio Parigini    | Torino   | prestito   |
| P        | Jacopo Furlan        |          | svincolato |
| A        | Mattia Montini       | Monopoli | definitivo |
| C        | Roman Macek          | Juventus | prestito   |
| A        | Antonio Floro Flores | Chievo   | prestito   |
| C        | Aniello Salzano      | Crotone  | definitivo |
| D        | Emanuele Suagher     | Atalanta | prestito   |
| C        | Leandro Greco        | Verona   | definitivo |
| A        | Filip Raičević       | Vicenza  | prestito   |
| A        | Cristian Galano      | Vicenza  | prestito   |
| P        | Daniel Offredi       | Avellino | prestito   |
| A        | Sean Parker          | Vicenza  | definitivo |

| Cessioni | Cessioni            | Cessioni        | Cessioni      |
| R.       | Nome                | a               | Modalità      |
| -------- | ------------------- | --------------- | ------------- |
| A        | Kingsley Boateng    | Olimpia Lubiana | definitivo    |
| P        | Jacopo Furlan       | Monopoli        | prestito      |
| A        | Mattia Montini      | Monopoli        | prestito      |
| A        | Gaetano Monachello  | Atalanta        | fine prestito |
| D        | Giuseppe Scalera    | Fiorentina      | prestito      |
| A        | Gaetano Castrovilli | Fiorentina      | prestito      |
| C        | Francesco Valiani   | Livorno         | definitivo    |
| C        | Francesco Fedato    | Sampdoria       | fine prestito |
| A        | Giuseppe De Luca    | Atalanta        | fine prestito |
| D        | Valerio Di Cesare   | Parma           | definitivo    |
| D        | Souleyman Doumbia   | Vicenza         | prestito      |
| P        | Salvador Ichazo     | Torino          | fine prestito |
| A        | Sean Parker         | Monopoli        | prestito      |

## Risultati

### Serie B

#### Girone di andata
| Arbitro: | Marinelli (Tivoli) |

|                    |           |                         |
| Maniero 65’ (rig.) | Marcatori | 53’ Pascali 55’ Litteri |

| Arbitro: | Aureliano (Bologna) |

|  |           |                      |
|  | Marcatori | 90+5’ (rig.) Maniero |

| Vicenza 10 settembre 2016, ore 15:00 CEST 3ª giornata | Vicenza        | 0 – 0 referto | Bari | Stadio Romeo Menti (7.338 spett.)\| Arbitro: \| Saia (Palermo) \| |
| Arbitro:                                              | Saia (Palermo) |               |      |                                                                   |

| Arbitro: | Abisso (Palermo) |

|                         |           |                |
| Maniero 18’, 83’ (rig.) | Marcatori | 60’ Di Roberto |

| Terni 20 settembre 2016, ore 20:30 CEST 5ª giornata | Ternana             | 0 – 0 referto | Bari | Stadio Libero Liberati (3.630 spett.)\| Arbitro: \| Di Paolo (Avezzano) \| |
| Arbitro:                                            | Di Paolo (Avezzano) |               |      |                                                                            |

| Arbitro: | Ros (Pordenone) |

|  |           |                                                           |
|  | Marcatori | 60’ Ceravolo 74’ Buzzegoli 79’ Ciciretti 90+2’ Jakimovski |

| Arbitro: | Pasqua (Nocera Inferiore) |

|                     |           |             |
| And. Caracciolo 53’ | Marcatori | 62’ Brienza |

| Arbitro: | Minelli (Varese) |

|            |           |             |
| Brienza 3’ | Marcatori | 9’ Iacoponi |

| Arbitro: | Ghersini (Genova) |

|                               |           |             |
| Dionisi 32’, 46’ Sammarco 58’ | Marcatori | 75’ Daprelà |

| Arbitro: | Martinelli (Roma) |

|                             |           |  |
| Monachello 9’, 70’ Ivan 64’ | Marcatori |  |

| Arbitro: | Chiffi (Padova) |

|            |           |  |
| Faragò 38’ | Marcatori |  |

| Arbitro: | La Penna (Roma) |

|                         |           |  |
| Maniero 15’ Brienza 75’ | Marcatori |  |

| Arbitro: | Abisso (Palermo) |

|                                    |           |             |
| Corvia 12’ (rig.) L.A. Scaglia 43’ | Marcatori | 62’ De Luca |

| Arbitro: | Pasqua (Nocera Inferiore) |

|             |           |                   |
| Brienza 37’ | Marcatori | 82’ (aut.) Fedele |

| Arbitro: | Sacchi (Macerata) |

|                      |           |  |
| Basha 51’ Fedele 56’ | Marcatori |  |

| Arbitro: | Aureliano (Bologna) |

|             |           |  |
| Pazzini 83’ | Marcatori |  |

| Arbitro: | Serra (Torino) |

|                         |           |  |
| De Luca 41’ Daprelà 51’ | Marcatori |  |

| Pisa 9 dicembre 2016, ore 20:30 CET 18ª giornata | Pisa            | 0 – 0 referto | Bari | Stadio Arena Garibaldi-Romeo Anconetani (8.000 c.ca spett.)\| Arbitro: \| Ros (Pordenone) \| |
| Arbitro:                                         | Ros (Pordenone) |               |      |                                                                                              |

| Arbitro: | Chiffi (Padova) |

|                 |           |                 |
| Fedele 51’, 79’ | Marcatori | 47’ L. Castaldo |

| Arbitro: | Baroni (Firenze) |

|             |           |             |
| Perez 90+2’ | Marcatori | 81’ Tonucci |

| Arbitro: | La Penna (Roma) |

|                    |           |                      |
| Maniero 63’ (rig.) | Marcatori | 36’ (rig.) Antenucci |

#### Girone di ritorno
| Arbitro: | Rapuano (Rimini) |

|                            |           |  |
| Chiaretti 9’ Schenetti 78’ | Marcatori |  |

| Bari 28 gennaio 2017, ore 15:00 CET 23ª giornata | Bari          | 0 – 0 referto | Perugia | Stadio San Nicola (14.847 spett.)\| Arbitro: \| Marini (Roma) \| |
| Arbitro:                                         | Marini (Roma) |               |         |                                                                  |

| Arbitro: | Di Paolo (Avezzano) |

|                             |           |            |
| Floro Flores 43’ Galano 86’ | Marcatori | 79’ Ebagua |

| Arbitro: | Minelli (Varese) |

|           |           |                  |
| Ciano 55’ | Marcatori | 17’ Floro Flores |

| Arbitro: | Mainardi (Bergamo) |

|                                        |           |             |
| Brienza 6’ Galano 48’ Floro Flores 73’ | Marcatori | 45’ Di Noia |

| Arbitro: | Pinzani (Empoli) |

|                                  |           |                                                     |
| López 12’ Cissé 42’ Ceravolo 49’ | Marcatori | 14’, 55’ Galano 23’ Floro Flores 39’ (rig.) Salzano |

| Arbitro: | Ghersini (Genova) |

|                        |           |  |
| Parigini 8’ Galano 58’ | Marcatori |  |

| Arbitro: | Chiffi (Padova) |

|                     |           |  |
| Ammari 27’ Diaw 80’ | Marcatori |  |

| Arbitro: | La Penna (Roma) |

|            |           |  |
| Furlan 61’ | Marcatori |  |

| Arbitro: | Manganiello (Pinerolo) |

|                                            |           |  |
| Legittimo 21’ Jallow 28’, 38’ Coronado 58’ | Marcatori |  |

| Bari 26 marzo 2017, ore 20:30 CEST 32ª giornata | Bari            | 0 – 0 referto | Novara | Stadio San Nicola (21.099 spett.)\| Arbitro: \| Pasqua (Tivoli) \| |
| Arbitro:                                        | Pasqua (Tivoli) |               |        |                                                                    |

| Arbitro: | Pinzani (Empoli) |

|                |           |  |
| Emmanuello 32’ | Marcatori |  |

| Arbitro: | Sacchi (Macerata) |

|                         |           |  |
| Galano 63’ Fedele 90+2’ | Marcatori |  |

| Arbitro: | Di Paolo (Avezzano) |

|              |           |  |
| Granoche 15’ | Marcatori |  |

| Arbitro: | Aureliano (Bologna) |

|                                |           |  |
| Tonucci 19’ (aut.) Mbakogu 69’ | Marcatori |  |

| Arbitro: | Manganiello (Pinerolo) |

|  |           |                             |
|  | Marcatori | 35’ Pazzini 78’ B. Zuculini |

| Salerno 25 aprile 2017, ore 12:30 CEST 38ª giornata | Salernitana       | 0 – 0 referto | Bari | Stadio Arechi (15.944 spett.)\| Arbitro: \| Ghersini (Genova) \| |
| Arbitro:                                            | Ghersini (Genova) |               |      |                                                                  |

| Bari 29 aprile 2017, ore 15:00 CEST 39ª giornata | Bari           | 0 – 0 referto | Pisa | Stadio San Nicola (13.519 spett.)\| Arbitro: \| Saia (Palermo) \| |
| Arbitro:                                         | Saia (Palermo) |               |      |                                                                   |

| Arbitro: | Marini (Roma) |

|                  |           |                    |
| Verde 65’ (rig.) | Marcatori | 17’ (rig.) Salzano |

| Arbitro: | Chiffi (Padova) |

|  |           |                |
|  | Marcatori | 26’ T. Bianchi |

| Arbitro: | Mainardi (Bergamo) |

|                 |           |            |
| Zigoni 23’, 89’ | Marcatori | 13’ Galano |

### Coppa Italia

#### Turni eliminatori
| Arbitro: | Di Martino (Teramo) |

|                |           |  |
| Monachello 49’ | Marcatori |  |

| Arbitro: | Doveri (Roma) |

|              |           |  |
| Čočev 120+2’ | Marcatori |  |

## Statistiche

### Statistiche di squadra
| Competizione | Punti | In casa | In casa | In casa | In casa | In casa | In casa | In trasferta | In trasferta | In trasferta | In trasferta | In trasferta | In trasferta | Totale | Totale | Totale | Totale | Totale | Totale | DR |
| Competizione | Punti | G       | V       | N       | P       | Gf      | Gs      | G            | V            | N            | P            | Gf           | Gs           | G      | V      | N      | P      | Gf     | Gs     | DR |
| ------------ | ----- | ------- | ------- | ------- | ------- | ------- | ------- | ------------ | ------------ | ------------ | ------------ | ------------ | ------------ | ------ | ------ | ------ | ------ | ------ | ------ | -- |
| Serie B      | 53    | 22      | 11      | 6       | 4       | 27      | 16      | 21           | 2            | 8            | 11           | 12           | 28           | 42     | 13     | 14     | 15     | 39     | 44     | −5 |
| Coppa Italia | −     | 1       | 1       | 0       | 0       | 1       | 0       | 1            | 0            | 0            | 1            | 0            | 1            | 2      | 1      | 0      | 1      | 1      | 1      | 0  |
| Totale       | 53    | 22      | 12      | 6       | 4       | 28      | 16      | 22           | 2            | 8            | 12           | 12           | 29           | 44     | 14     | 14     | 16     | 40     | 45     | −5 |

### Andamento in campionato
| Giornata  | 1  | 2 | 3  | 4 | 5 | 6  | 7  | 8  | 9  | 10 | 11 | 12 | 13 | 14 | 15 | 16 | 17 | 18 | 19 | 20 | 21 | 22 | 23 | 24 | 25 | 26 | 27 | 28 | 29 | 30 | 31 | 32 | 33 | 34 | 35 | 36 | 37 | 38 | 39 | 40 | 41 | 42 |
| --------- | -- | - | -- | - | - | -- | -- | -- | -- | -- | -- | -- | -- | -- | -- | -- | -- | -- | -- | -- | -- | -- | -- | -- | -- | -- | -- | -- | -- | -- | -- | -- | -- | -- | -- | -- | -- | -- | -- | -- | -- | -- |
| Luogo     | C  | T | T  | C | T | C  | T  | C  | T  | C  | T  | C  | T  | C  | C  | T  | C  | T  | C  | T  | C  | T  | C  | C  | T  | C  | T  | C  | T  | C  | T  | C  | T  | C  | T  | T  | C  | T  | C  | T  | C  | T  |
| Risultato | P  | V | N  | V | N | P  | N  | N  | P  | V  | P  | V  | P  | N  | V  | P  | V  | N  | V  | N  | N  | P  | N  | V  | N  | V  | V  | V  | P  | V  | P  | N  | P  | V  | P  | P  | P  | N  | N  | N  | P  | P  |
| Posizione | 16 | 6 | 10 | 5 | 6 | 10 | 10 | 12 | 14 | 12 | 14 | 9  | 11 | 12 | 10 | 11 | 9  | 9  | 8  | 9  | 9  | 9  | 9  | 9  | 9  | 8  | 5  | 5  | 6  | 5  | 6  | 7  | 8  | 8  | 9  | 11 | 12 | 11 | 9  | 9  | 11 | 12 |

Fonte:  EVOLUZIONE CLASSIFICA SERIE B 16/17, su solobari.it.
Legenda:

Luogo: C = Casa; T = Trasferta. Risultato: V = Vittoria; N = Pareggio; P = Sconfitta.

### Statistiche dei giocatori
| Giocatore       | Serie B  | Serie B | Serie B     | Serie B    | Coppa Italia | Coppa Italia | Coppa Italia | Coppa Italia | Totale   | Totale | Totale      | Totale     |
| Giocatore       | Presenze | Reti    | Ammonizioni | Espulsioni | Presenze     | Reti         | Ammonizioni  | Espulsioni   | Presenze | Reti   | Ammonizioni | Espulsioni |
| --------------- | -------- | ------- | ----------- | ---------- | ------------ | ------------ | ------------ | ------------ | -------- | ------ | ----------- | ---------- |
| M. Basha        | 27       | 1       | 9           | 0          | 0            | 0            | 0            | 0            | 27       | 1      | 9           | 0          |
| K. Boateng      | 2        | 0       | 0           | 0          | 1            | 0            | 0            | 0            | 3        | 0      | 0           | 0          |
| F. Brienza      | 25       | 5       | 0           | 0          | 0            | 0            | 0            | 0            | 25       | 5      | 0           | 0          |
| E. Capradossi   | 24       | 0       | 3           | 1          | 0            | 0            | 0            | 0            | 24       | 0      | 3           | 1          |
| M. Cassani      | 21       | 0       | 5           | 0          | 2            | 0            | 1            | 1            | 23       | 0      | 6           | 1          |
| G. Castrovilli  | 10       | 0       | 0           | 0          | 1            | 0            | 0            | 0            | 11       | 0      | 0           | 0          |
| C. Coratella    | 2        | 0       | 1           | 0          | 0            | 0            | 0            | 0            | 2        | 0      | 1           | 0          |
| F. Daprelà      | 28       | 2       | 4           | 1          | 0            | 0            | 0            | 0            | 28       | 2      | 4           | 1          |
| M. Defendi      | -        | -       | -           | -          | 2            | 0            | 0            | 0            | 2        | 0      | 0           | 0          |
| G. De Luca      | 19       | 2       | 2           | 1          | 0            | 0            | 0            | 0            | 19       | 2      | 2           | 1          |
| V. Di Cesare    | 14       | 0       | 6           | 0          | 2            | 0            | 1            | 0            | 16       | 0      | 7           | 0          |
| G. Di Noia      | -        | -       | -           | -          | 1            | 0            | 0            | 0            | 1        | 0      | 0           | 0          |
| S. Doumbia      | 5        | 0       | 1           | 0          | 0            | 0            | 0            | 0            | 5        | 0      | 1           | 0          |
| F. Fedato       | 10       | 0       | 1           | 0          | 2            | 0            | 1            | 0            | 12       | 0      | 2           | 0          |
| M. Fedele       | 25       | 4       | 5           | 0          | 0            | 0            | 0            | 0            | 25       | 4      | 5           | 0          |
| A. Floro Flores | 13       | 4       | 4           | 0          | 0            | 0            | 0            | 0            | 13       | 4      | 4           | 0          |
| F. Furlan       | 30       | 1       | 2           | 0          | 0            | 0            | 0            | 0            | 30       | 1      | 2           | 0          |
| C. Galano       | 19       | 7       | 0           | 0          | 0            | 0            | 0            | 0            | 19       | 7      | 0           | 0          |
| T. Gomelt       | -        | -       | -           | -          | 1            | 0            | 0            | 0            | 1        | 0      | 0           | 0          |
| S. Gori         | 1        | -1      | 0           | 0          | 0            | 0            | 0            | 0            | 1        | -1     | 0           | 0          |
| L. Greco        | 7        | 0       | 1           | 0          | 0            | 0            | 0            | 0            | 7        | 0      | 1           | 0          |
| S. Ichazo       | 3        | −5      | 0           | 0          | 0            | 0            | 0            | 0            | 3        | 0      | 0           | 0          |
| D. Ivan         | 8        | 1       | 2           | 0          | 0            | 0            | 0            | 0            | 8        | 1      | 2           | 0          |
| R. Macek        | 16       | 0       | 5           | 0          | 0            | 0            | 0            | 0            | 16       | 0      | 5           | 0          |
| R. Maniero      | 33       | 6       | 2           | 0          | 2            | 0            | 0            | 0            | 35       | 6      | 2           | 0          |
| R. Martinho     | 12       | 0       | 1           | 0          | 2            | 0            | 1            | 0            | 14       | 0      | 2           | 0          |
| A. Micai        | 39       | −38     | 4           | 0          | 2            | −1           | 0            | 0            | 41       | 0      | 4           | 0          |
| G. Monachello   | 4        | 2       | 0           | 0          | 2            | 1            | 0            | 0            | 6        | 3      | 0           | 0          |
| V. Moras        | 23       | 0       | 11          | 0          | 1            | 0            | 0            | 0            | 24       | 0      | 11          | 0          |
| A. Morleo       | 7        | 0       | 3           | 0          | 0            | 0            | 0            | 0            | 7        | 0      | 3           | 0          |
| D. Offredi      | 0        | 0       | 0           | 0          | 0            | 0            | 0            | 0            | 0        | 0      | 0           | 0          |
| V. Parigini     | 15       | 1       | 3           | 1          | 0            | 0            | 0            | 0            | 15       | 1      | 3           | 1          |
| M. Portoghese   | 1        | 0       | 0           | 0          | 0            | 0            | 0            | 0            | 1        | 0      | 0           | 0          |
| F. Raičević     | 8        | 0       | 1           | 0          | 0            | 0            | 0            | 0            | 8        | 0      | 1           | 0          |
| A. Romanazzo    | 1        | 0       | 0           | 0          | 0            | 0            | 0            | 0            | 1        | 0      | 0           | 0          |
| M. Romizi       | 23       | 0       | 7           | 1          | 2            | 0            | 0            | 0            | 25       | 0      | 7           | 1          |
| S. Sabelli      | 32       | 0       | 13          | 0          | 2            | 0            | 0            | 0            | 34       | 0      | 13          | 0          |
| A. Salzano      | 14       | 2       | 4           | 0          | 0            | 0            | 0            | 0            | 14       | 2      | 4           | 0          |
| G. Scalera      | 3        | 0       | 1           | 0          | 0            | 0            | 0            | 0            | 3        | 0      | 1           | 0          |
| E. Suagher      | 6        | 0       | 0           | 0          | 0            | 0            | 0            | 0            | 6        | 0      | 0           | 0          |
| D. Tonucci      | 32       | 1       | 12          | 0          | 1            | 0            | 0            | 0            | 33       | 1      | 12          | 0          |
| C. Yebli        | 2        | 0       | 0           | 0          | 0            | 0            | 0            | 0            | 2        | 0      | 0           | 0          |
| F. Valiani      | 17       | 0       | 5           | 1          | 2            | 0            | 0            | 0            | 19       | 0      | 5           | 1          |

## Giovanili

### Piazzamenti
- Primavera:
  - Campionato:
  - Coppa Italia:
- Allievi nazionali:
  - Campionato: